# Fred Rutten
Fredericus Jacobus Rutten, mais conhecido como Fred Rutten (Wijchen, 5 de dezembro de 1962) é um ex-futebolista e atualmente treinador neerlandês.
Desde julho de 2014 é o treinador do Feyenoord.